# Kiuyu Minungwini
Kiuyu Minungwini è una circoscrizione rurale (rural ward) della Tanzania situata nel distretto di Wete, regione di Pemba Nord. Conta una popolazione di 3 133 abitanti (censimento 2012).